# Копанська сільська рада
| Копáнська сільськá рáда — орган місцевого самоврядування у Маловисківському районі Кіровоградської області з адміністративним центром у с. Гаївка. Сільській раді були підпорядковані населені пункти: - с. Гаївка - с. Копанки - с. Полохівка |

## Склад ради
Рада складалася з 12 депутатів та голови.

### Керівний склад ради
| ПІБ                        | Основні відомості                                                                      | Дата обрання | Дата звільнення |
| -------------------------- | -------------------------------------------------------------------------------------- | ------------ | --------------- |
| Сливенко Тетяна Миколаївна | Сільський голова, 1966 року народження, освіта, Всеукраїнське об'єднання 'Батьківщина' | 26.03.2006   | 31.10.2010      |
| Чумак Олег Володимирович   | Сільський голова, 1957 року народження, освіта вища, безпартійний                      | 31.10.2010   |                 |

Примітка: таблиця складена за даними джерела

## Населення
Згідно з переписом УРСР 1989 року чисельність наявного населення сільської ради становила 955 осіб, з яких 425 чоловіків та 530 жінок.
За переписом населення України 2001 року в сільській раді мешкало 946 осіб.

### Мова
Розподіл населення за рідною мовою за даними перепису 2001 року:
| Мова       | Відсоток |
| ---------- | -------- |
| українська | 94,40 %  |
| російська  | 3,59 %   |
| молдовська | 1,48 %   |
| вірменська | 0,42 %   |